# Olga Motta

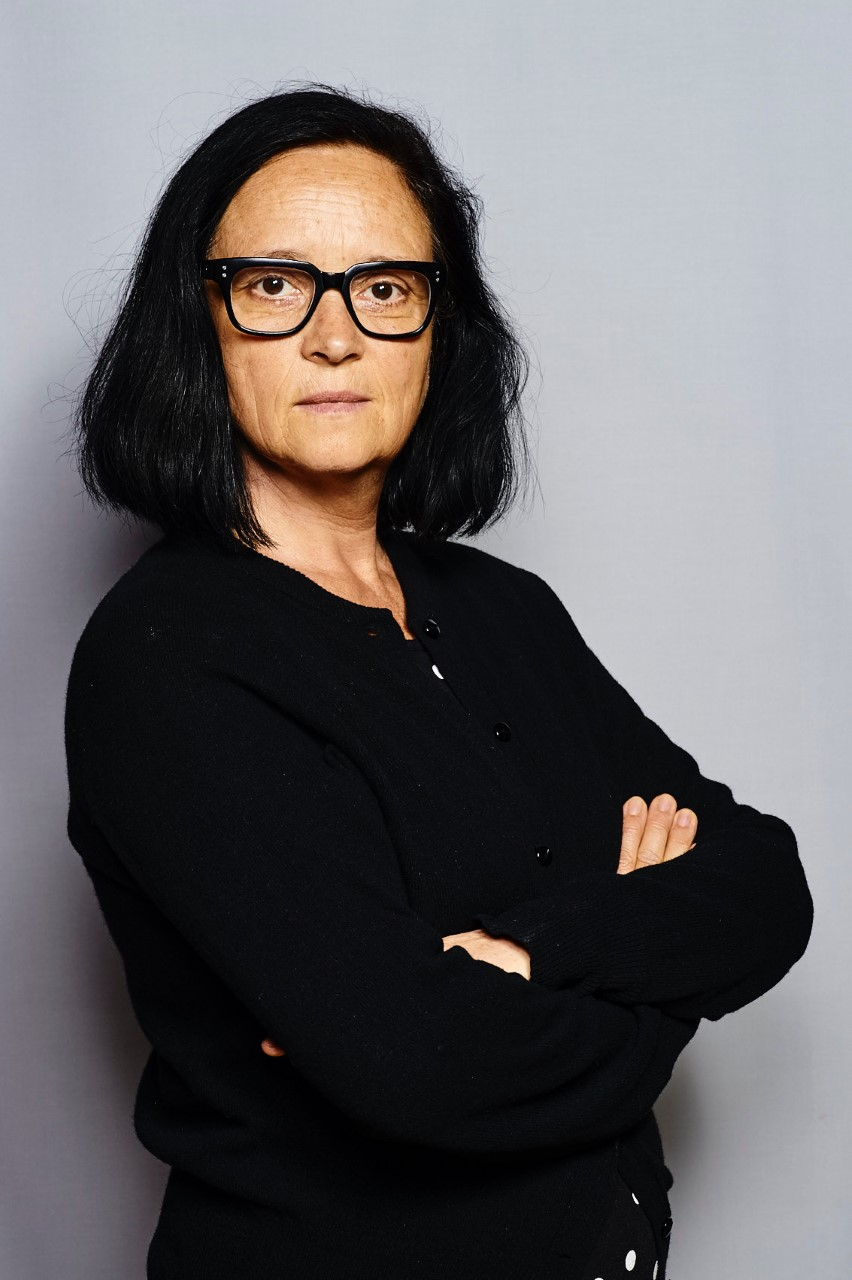
Olga Motta

Olga Motta (* 10. Februar 1962 als Katrin Scholz in Ost-Berlin) ist eine deutsche Theaterregisseurin, Zeichnerin, Bühnen- und Kostümbildnerin.

## Leben und Werk
Olga Motta arbeitete bereits während ihres Studiums an der Kunsthochschule Berlin-Weißensee als Bühnen- und Kostümbildnerin in ihrer Heimatstadt, wie zum Beispiel an der Volksbühne Berlin. Unter der Regie von Horst Hawemann stattete sie dort 1988 Lope de Vegas La dama boba aus.
Nach dem Studium folgte eine intensive Zusammenarbeit mit dem Regisseur Peter Konwitschny, unter anderem bei Bizets Carmen, Händels Rinaldo und Beethovens Fidelio. Zudem arbeitete Motta häufig mit Helmut Brade zusammen.
Sie arbeitete an den Theatern von Halle, Wuppertal, Nürnberg, Hannover, Graz, Freiburg, Basel und dem Staatstheater Stuttgart – hier in der Oper als auch im Ballett.
Im Jahr 2002 begann Motta mit ihrer Regiearbeit. An der Staatsoper Hannover inszenierte sie 2004 Solche Wunder-Wercke!, ein Opernpasticcio zum 350. Geburtstag von Agostino Steffani. Ihre Inszenierung von Mozarts Lucio Silla im Jahr 2006 wurde in Hannover zur Aufführung des Jahres gewählt. Eine weitere Fassung dieser Oper entwickelte sie für die Staatsoper Stuttgart, die dort im November 2007 Premiere hatte. Ihre Inszenierung Lucia di Lammermoor hatte im Oktober 2009 ebenfalls an der Staatsoper Stuttgart Premiere.
2014 gestaltete Motta die Bühne und Kostüme für die Oper Oscar und die Dame in Rosa von Fabrice Bollon, wofür sie mehrere Nennungen als Bühnenbildnerin des Jahres in der Umfrage der Opernwelt erhielt.
Gemeinsam mit Barbara Mundel inszenierte sie 2017 in Freiburg Jules Massenets Cendrillion in eigener Ausstattung. Ebenfalls 2017 erarbeitete sie in Baden-Baden mit Rudi Gaul Ayad Akhtars Geächtet und Bella Figura von Yasmina Reza als Ausstatterin. 2018 folgte in Baden-Baden Vor Sonnenuntergang von Gerhart Hauptmann mit der Inszenierung von Rudi Gaul in Baden-Baden.
Olga Motta arbeitet seit einigen Jahren an einem großangelegten autofiktiven Kunstprojekt. Zeichnerisch, filmisch (Regie: Rudi Gaul) und installativ begibt sie sich auf die Suche nach der verlorenen Biografie der von den Nazis ermordeten jüdischen Schriftstellerin Frida Baumgarten. In vielfältigen Spiegelungen und Metamorphosen kommt es zu einer Verschmelzung.